# Портела, Мария Тереса
Мария Тереса Портела Ривас (исп. María Teresa Portela Rivas; 5 мая 1982, Кангас) — испанская гребчиха-байдарочница, выступает за сборную Испании с 2000 года. В возрасте 39 лет стала серебряным призёром Олимпийских игр 2020 в Токио. Участница семи летних Олимпийских игр (2000—2024), двукратная чемпионка мира, семикратная чемпионка Европы, победительница многих регат национального и международного значения. 
Замужем за испанским каноистом Давидом Маскато.

## Биография
Мария Тереса Портела родилась 5 мая 1982 года в городе Кангасе провинции Понтеведра. Активно заниматься греблей на байдарках начала в возрасте девяти лет, проходила подготовку в Понтеведре в местном спортивном клубе Mar Ría de Aldán.
Благодаря череде удачных выступлений удостоилась права защищать честь страны на летних Олимпийских играх 2000 года в Сиднее — стартовала здесь в одиночках на пятистах метрах и сумела дойти лишь до стадии полуфиналов, где финишировала седьмой.
Первого серьёзного успеха на взрослом международном уровне добилась в 2001 году, когда попала в основной состав испанской национальной сборной и побывала на чемпионате Европы в Милане, откуда привезла награды серебряного и бронзового достоинства, выигранные в зачёте четырёхместных байдарок на дистанциях 200 и 500 метров соответственно. Позже выступила на чемпионате мира в польской Познани и в точности повторила результаты европейского первенства, получив серебро и бронзу в тех же дисциплинах.
В 2002 году Портела стала двукратной чемпионкой Европы и завоевала золотую медаль на домашнем мировом первенстве в Севилье, среди одиночных байдарок на двухсотметровой дистанции. Год спустя на чемпионате мира в американском Гейнсвилле четырежды поднималась на пьедестал почёта, в том числе взяла серебро на двухстах метрах среди одиночек, двоек и четвёрок, а также бронзу на пятистах метрах среди четвёрок. На чемпионате Европы 2004 года в польской Познани была лучшей в трёх разных дисциплинах, в одиночках, двойках и четвёрках на двухсотметровой дистанции. Будучи в числе лидеров гребной команды Испании, благополучно прошла квалификацию на Олимпийские игры в Афинах — стартовала в двойках вместе с напарницей Беатрис Манчон и в четвёрках, в итоге в обеих дисциплинах пришла к финишу пятой, немного не дотянув до призовых позиций.
На чемпионате мира 2005 года в хорватском Загребе Портела вновь имела успех на двухсотметровой дистанции: получила золото среди одиночек, серебро среди двоек и бронзу среди четвёрок. В следующем сезоне победила на чемпионате Европы в чешском Рачице. В 2008 году отправилась представлять страну на Олимпийских играх в Пекине — в одиночках остановилась на стадии полуфиналов, где финишировала шестой, в то время как в четвёрках заняла в финальном заезде пятое место.
В 2009 году Портела одержала победу на европейском первенстве в немецком Бранденбурге, став таким образом семикратной чемпионкой Европы по гребле на байдарках и каноэ. Помимо этого, на мировом первенстве в канадском Дартмуте удостоилась бронзовой награды в программе четырёхместных экипажей на дистанции 500 метров. Участвовала в Олимпийских играх 2012 года в Лондоне, где в одиночках на двухстах метрах показала четвёртый результат, остановившись в шаге от призовых позиций.
После лондонской Олимпиады Мария Тереса Портела осталась в основном составе гребной команды Испании и продолжила принимать участие в крупнейших международных регатах. Так, в 2013 году на чемпионате Европы в португальском городе Монтемор-у-Велью она выиграла серебряную медаль в одиночках на двухстах метрах. На чемпионате мира 2015 года в Милане добавила в послужной список бронзовую награду в той же дисциплине.